# 南阳民歌
南阳民歌是分布于河南省南阳的音乐形式，南阳在历史上音乐氛围浓厚,其民歌较为丰富多彩。南阳民歌大多为劳动、生活和爱情等内容,有着浓厚纯朴的生活气息。表现了人民群众的生活、思想、感情，意志和愿望。南阳民歌曲调优美动听,唱腔圆滑流畅、灵活多样。南阳地处中国南北交界一带，南阳的民歌兼具南北之特点，南阳地区的民歌种类由于受所处地理环境的直接影响，各类民歌首先得以发展的是山歌，田歌，劳动号子，其次是灯歌，小调等。

## 山歌、田歌
山歌多分布在桐柏、西峡、淅川等山区。桐柏山歌高亢挺拔，节奏自由，比如《石榴开花叶儿稀》、《小小鲤鱼红口鳃》、《一轮红日照山河》、《唱个刘备卖草鞋》等。西峡和淅川的山歌优美婉转,节奏舒展且规整。桐柏山歌的加衬词起腔和运用喉头颤音的乐句落音都独具特色。而西峡、淅川山歌的“加垛”即“山歌带滚”别具一格。另外还有牧童在山坡上演唱的四句歌词的盘歌与对歌，例如桐柏的《对歌》和西峡的《放牛娃山歌》。田歌是农民在从事农业活动中哼唱的民歌体裁,例如桐柏的《口罗嗬调》、《车水歌》、淅川的《打喽吼》等,多由一人领唱,众人接腔,领唱部分抒情优美，接唱部分热烈红火，上下句式的乐段结构自由反复。

## 劳动号子
南阳丰富的水系造就了南阳古代发达的航运业，在不同的条件下，船工们创造了各成一套的行船号子,如丹江号子、白河号子、唐河号子。丹江号子数量颇多，比较有名的有《上水拖船号子》、《下水摇橹号子》、《湾船拖锚号子》、《起锚号子》、《扛船号子》、《撑篙号子》、《过街号子》等。唐河号子有《撑篙号子》、《摇橹号子》、《抖逢号子》、《拉纤号子》等。这些号子或表达一帆风顺时船工们的愉悦心情,或表现驶入险滩时船工们齐心协力战胜苦难的激昂情景，或表达对当时社会的批判。无论上水、下水、抛锚、起锚、撑篙,处处都有船夫们的歌声,展现了他们坚毅、勇敢、勤劳的品格。
|                                | 没奈何，走寨河，手把舵，腿哆嗦。 四百水路三百滩，龙王争来阎王夺。 没奈何，走寨河，纤锯身，石割脚。 厘局船霸催命鬼，捐税更比石头多。 没奈何，走寨河，眼流泪，口唱歌。 水贼绑票抛深潭，要寻尸首鱼腹剥。 |
| ——丹江号子：《没奈何，走寨河》 | |

## 灯歌
南阳古代有玩花灯的习惯，灯歌流传遍及十三个县市，尤以南阳市区、镇平、淅川为甚。这些灯歌实际是歌、舞、乐三者溶为一体的民间歌舞形式。主要有《九莲灯》、《云彩舞》、《旱船》、《高跷》、《小车》、《竹马》等，演唱歌曲称《旱船调》或《竹马调》，也是基本曲调。另外还吸收了众多的民间小调作为灯歌，如：《十想》、《十足》、《双叠翠》、《开门调》、《赶会》、《卖扁食》等。 在南阳部分城镇，很多人善于自编自唱即兴高歌，歌词语会比较通俗朴实，风趣幽默。南阳灯歌,以五声宫、征调式为多,节奏大体相仿，但由于旋律的变化,同一曲调色彩迥异,淅川的《大小姐回娘家》和镇平的《推小车》是典型的例子。

## 小调
小调在南阳地区数量最多,有形式多样题材广泛的特点。反映古代社会劳动人民生活的，如《难民哭五更》、《穷人泪》；反映旧社会男女青年争取婚姻自由和个性解放的，如《十想》、《十恨》、《闹五更》、《要嫁妆》；反映爱情生活的，如《送表哥》、《送郎》；反映劳动人民生活情趣的，如《懒婆娘骂鸡》、《王婆说媒》、《王大娘钉缸》、《打八条》等；反映重大革命历史事件的，如《推翻满清》、《十月抗战》、《东洋兵到我村》等。歌词多用“四季”、“五更”、“十二个月”等数量词作为线索而连接,把不同的事件、典故或历史人物融入进一首小调里,使整首歌曲浑然一体。